# Cyril Wright
Cyril Macey Wright (Hampstead, Londres, 17 de setembre de 1885 - Bournemouth, 26 de juliol de 1960) va ser un regatista anglès que va competir a començaments del segle xx.
El 1920 va prendre part en els Jocs Olímpics d'Anvers, on va guanyar la medalla d'or en els 7 metres del programa de vela, a bord de l'Ancora. Era el marit de la també membre de la tripulació Dorothy Wright.